# Association d'inventeurs
 (août 2012).
Si vous disposez d'ouvrages ou d'articles de référence ou si vous connaissez des sites web de qualité traitant du thème abordé ici, merci de compléter l'article en donnant les références utiles à sa vérifiabilité et en les liant à la section « Notes et références ».
Une association d'inventeurs est une association dont la vocation est la valorisation des activités des inventeurs, créatifs professionnels de l'invention ou simple promoteur d'un projet particulier.

## Catégories d'inventeurs
Il existe deux catégories d'inventeurs : 
- les « inventeurs indépendants » qui réalisent des inventions en leur nom et pour leur propre compte
- les « inventeurs salariés » qui réalisent des inventions pour le compte de leur entreprise avec mention autorisée du nom de l'inventeur.

Cette catégorie « inventeurs salariés » est la plus importante : 90 % des inventions françaises.

## Associations d'inventeurs
En France, il existe une vingtaine d'associations d'inventeurs indépendants ; elles sont fédérées par la Fédération Nationale des Associations Françaises d'Inventeurs.
Par contre, il existe une seule association regroupant les Inventeurs salariés de France : Association des Inventeurs salariés ( AIS ). Elle est intervenue dans le débat public, concernant un lien entre nombre de brevets et rémunération des inventeurs selon les pays, en comparant notamment l'Allemagne et la France. 